# Henry Norman
Sir Henry Norman, primer baroneto, consejero privado británico (19 de septiembre de 1858-4 de junio de 1939) fue un periodista inglés y político Liberal. Sir Henry recibió una educación privada en Francia y en la universidad de Harvard, donde obtuvo su licenciatura en letras. Durante muchos años, trabajó en la plantilla editorial de la Pall Mall Gazette, y más tarde se unió al News Chronicle, convirtiéndose en asistente editorial del último, en 1895. Se retiró de la profesión en 1899. Durante este tiempo viajó intensamente por Canadá y Estados Unidos, Rusia, Japón, China, Siam, Malasia y Asia Central. Gran parte del contenido presente en los dos volúmenes mencionados en la descripción se reunió durante estos viajes.

## Familia y educación
Nació en Leicester, su padre era Henry Norman, comerciante y político radical de dicha ciudad. 
Se educó en el Leicester Collegiate School and Grove House School. Posteriormente estudió teología y filosofía en Leipzig y en la universidad de Harvard. Su familia era de religión unitarista y Henry comenzó su trayectoria laboral como pastor, pero abandonó esta vocación y la fe de su familia en su regreso a Inglaterra. 
En 1891 se casó con Ménie Muriel Dowie (1867–1945) pero se divorciaron en 1903 debido a su adulterio con un amigo de la familia, Edward Arthur Fitzgerald. A Henry se le concedió la custodia de su hijo, Henry Nigel St Valery Norman, nacido en 1897. En 1907 se casó con Florence Priscilla (‘Fay’) McLaren (1884–1964), la hija de un rico industrial y miembro del Parlamento Liberal, Sir Charles Benjamin Bright McLaren, más tarde Lord Aberconway.  Tuvieron tres hijos, y en 1922 el matrimonio adquirió Ramster Hall en Chiddingfold, en el condado de Surrey.

## Periodismo
Norman consiguió un trabajo como periodista en la Pall Mall Gazette y en el New York Times.  En esta profesión, fue famoso por llegar a la verdad del Caso Dreyfus. Trabajó en la plantilla del Daily Chronicle desde 1892, convirtiéndose en asistente editorial. Viajó de forma extensa por el Este, donde sacó un gran número de fotografías que hoy día se conservan en la universidad de Cambridge. Más adelante fundó la revista The World's Work .

## Negocios
Fue nombrado asistente del director-general de Correos en 1910 y su interés por las comunicaciones internacionales le condujo a un gran número de puestos relacionados con la comunicación inalámbrica y la telegrafía, entre los cuales cabe destacar los de presidente del Comité de la oficina de guerra en telegrafía sin hilo en 1912, y presidente del Comité imperial de telegrafía sin hilo de 1920, el último organismo encargado de diseñar un plan inalámbrico para el Imperio.
Además, fue director de numerosas compañías relacionadas con las industrias de la minería del carbón y el comercio del hierro.

## Política
Henry Norman fue diputado (Liberal) por Wolverhampton desde 1900 hasta 1910, y de Blackburn desde 1910 hasta 1923. En 1915, fue nombrado baroneto de Honeyhanger en el distrito de Shottermill, que se encuentra en el condado de Surrey, y en 1918 fue admitido en el Consejo Privado del Reino Unido. En enero de 1910 fue nombrado asistente del director general de Correos, pero días más tarde perdió su puesto en las elecciones generales de ese mismo mes y nunca volvió a encargarse de la oficina del ministerio. Sin embargo, fue nombrado presidente de numerosos rangos del gobierno, desde el Comité imperial de telegrafía inalámbrica hasta comités en patentes médicas y restricciones de la renta, impuestos sobre el juego y pinturas industriales. Henry también fue nombrado juez de paz para Surrey.

## Obras destacadas
- An Account of the Harvard Greek Play (1881)
- The Preservation of Niagara Falls (1882)
- The Real Japan (1892)
- The Peoples and Politics of the Far East (1895)
- Round the Near East
- All the Russias (1902)
- Will No Man Understand?  a play, (1934)